# 北松田站
北松田站（日语：／ Kita-Matsuda eki */?）是位於北海道勇拂郡苫小牧町大字勇拂村字Toasa（現時：苫小牧市柏原） ，鐵道省的富內線車站（廢站）。隨著沼之端站至豐城站之間區間廢除，車站在1943年（昭和18年）11月1日廢除。
在1943年11月1日，鐵路線被國有化後，由於與日高本線並行而成為不要不急線，因此暫停服務，後來沒有重開。

## 歷史
- 1925年（大正14年）7月1日 - 北海道鐵道 (第二代)（日语：北海道鉄道 (2代)）（舊北海道鑛業鐵道）金山線上勇拂站啟用。當時為貨運車站。
- 1926年（大正15年）5月1日 - 改名為北松田站[3]。
- 1943年（昭和18年）
  - 8月1日 - 戰時收購後被國有化，成為富內線車站。
  - 11月1日 - 車站暫停服務，後來沒有重開，實際已經廢站。

### 名稱的由來
車站名稱推測取自附近「松田牧場」的北方。

## 現況
車站附近的路軌遺蹟變成國道235號。

## 周邊
在1897年（明治30年）實行「國有未開地處分法」，把車站周邊的山林地出售給松田利三郎，翌年在該地方南端入植，開設通稱「松田牧場」的牧場。在1925年，該處主要飼養150頭軍馬和100頭牛。
利三郎在牧場內也有製木炭事業，並運送木炭至此站。車站附近建設了大型木炭倉庫。

## 相鄰車站
鐵道省
富內線
沼之端－北松田－靜川

## 注腳
1. ↑  5萬分之1地形圖「早來」1928年測量1930年發行 大日本帝國陸地測量部作成
2. ↑  苫小牧市史 上卷 1975年出版 p1330-1349和下卷1976年出版 p1861。 通稱「擬拂Toasa」地區。「柏原」這個字名在車站暫停服務後，於1944年1月1日實行字名改稱整理地區。
3. ↑  《官報》 1926年05月24日　鉄道省彙報「地方鉄道駅設置」 （页面存档备份，存于）（日語）（國立國會圖書館數碼化收藏）
4. 1 2 3  苫小牧市史 下巻 p1864-1869

## 外部連結
- 1944年（廃止1年後）撮影航空写真（國土地理院 地圖、航空相片參閱服務）之車站遺址。